# Bouquet (Argentina)
 Ikke at forveksle med Bouquet.
Bouquet er en by i den centrale-østlige del af Argentina. Byen har et indbyggertal på ca. 1.462 (2010) indbyggere. Den ligger i provinsen Santa Fe, 192 km fra provinsens hovedby Santa Fe.